# Solberga (naturreservat, Mjölby kommun)
Solberga är ett naturreservat i Mjölby kommun i Östergötlands län.
Området är naturskyddat sedan 2001 och är 71 hektar stort. Reservatet utgörs av flera delar och ligger på båda sidor av Svartån i anslutning till gården Solberga. Reservatet består av ekhagar, naturskogsartade blandskogar och en gammal tallskog.